# Список астероїдів (145401—145500)
| Назва                     | Тимчасове позначення | Дата відкриття    | Місце відкриття               | Відкривач                                        |
| ------------------------- | -------------------- | ----------------- | ----------------------------- | ------------------------------------------------ |
| (145401) 2005 NL70        | 2005 NL70            | 4 липня 2005      | Паломарська обсерваторія      | NEAT                                             |
| (145402) 2005 NT72        | 2005 NT72            | 7 липня 2005      | Обсерваторія Кітт-Пік         | Spacewatch                                       |
| (145403) 2005 NC73        | 2005 NC73            | 8 липня 2005      | Обсерваторія Кітт-Пік         | Spacewatch                                       |
| (145404) 2005 NX79        | 2005 NX79            | 10 липня 2005     | Обсерваторія Ріді-Крик        | Джон Бротон                                      |
| (145405) 2005 NK80        | 2005 NK80            | 13 липня 2005     | Обсерваторія Ріді-Крик        | Джон Бротон                                      |
| (145406) 2005 NL83        | 2005 NL83            | 1 липня 2005      | Обсерваторія Кітт-Пік         | Spacewatch                                       |
| (145407) 2005 NN83        | 2005 NN83            | 1 липня 2005      | Обсерваторія Кітт-Пік         | Spacewatch                                       |
| (145408) 2005 NJ84        | 2005 NJ84            | 2 липня 2005      | Обсерваторія Кітт-Пік         | Spacewatch                                       |
| (145409) 2005 NT86        | 2005 NT86            | 3 липня 2005      | Паломарська обсерваторія      | NEAT                                             |
| (145410) 2005 NN87        | 2005 NN87            | 4 липня 2005      | Сокорро (Нью-Мексико)         | LINEAR                                           |
| (145411) 2005 NL99        | 2005 NL99            | 10 липня 2005     | Обсерваторія Кітт-Пік         | Spacewatch                                       |
| (145412) 2005 OO          | 2005 OO              | 16 липня 2005     | Обсерваторія Кітт-Пік         | Spacewatch                                       |
| (145413) 2005 OK8         | 2005 OK8             | 26 липня 2005     | Паломарська обсерваторія      | NEAT                                             |
| (145414) 2005 OM13        | 2005 OM13            | 29 липня 2005     | Паломарська обсерваторія      | NEAT                                             |
| (145415) 2005 OW14        | 2005 OW14            | 27 липня 2005     | Обсерваторія Ріді-Крик        | Джон Бротон                                      |
| (145416) 2005 OA24        | 2005 OA24            | 30 липня 2005     | Паломарська обсерваторія      | NEAT                                             |
| (145417) 2005 PC2         | 2005 PC2             | 2 серпня 2005     | Сокорро (Нью-Мексико)         | LINEAR                                           |
| (145418) 2005 PO11        | 2005 PO11            | 4 серпня 2005     | Паломарська обсерваторія      | NEAT                                             |
| (145419) 2005 PW15        | 2005 PW15            | 4 серпня 2005     | Паломарська обсерваторія      | NEAT                                             |
| (145420) 2005 PP17        | 2005 PP17            | 6 серпня 2005     | Обсерваторія Сайдинг-Спрінг   | Обсерваторія Сайдинг-Спрінг                      |
| (145421) 2005 PD19        | 2005 PD19            | 2 серпня 2005     | Сокорро (Нью-Мексико)         | LINEAR                                           |
| (145422) 2005 PT20        | 2005 PT20            | 7 серпня 2005     | Обсерваторія Галеакала        | NEAT                                             |
| (145423) 2005 QQ4         | 2005 QQ4             | 24 серпня 2005    | Паломарська обсерваторія      | NEAT                                             |
| (145424) 2005 QC16        | 2005 QC16            | 25 серпня 2005    | Паломарська обсерваторія      | NEAT                                             |
| (145425) 2005 QP39        | 2005 QP39            | 26 серпня 2005    | Паломарська обсерваторія      | NEAT                                             |
| (145426) 2005 QS48        | 2005 QS48            | 26 серпня 2005    | Паломарська обсерваторія      | NEAT                                             |
| (145427) 2005 QE52        | 2005 QE52            | 27 серпня 2005    | Станція Андерсон-Меса         | LONEOS                                           |
| (145428) 2005 QP64        | 2005 QP64            | 26 серпня 2005    | Паломарська обсерваторія      | NEAT                                             |
| (145429) 2005 QO65        | 2005 QO65            | 27 серпня 2005    | Станція Андерсон-Меса         | LONEOS                                           |
| (145430) 2005 QH72        | 2005 QH72            | 29 серпня 2005    | Станція Андерсон-Меса         | LONEOS                                           |
| (145431) 2005 QZ77        | 2005 QZ77            | 25 серпня 2005    | Паломарська обсерваторія      | NEAT                                             |
| (145432) 2005 QJ78        | 2005 QJ78            | 25 серпня 2005    | Паломарська обсерваторія      | NEAT                                             |
| (145433) 2005 QU79        | 2005 QU79            | 27 серпня 2005    | Станція Андерсон-Меса         | LONEOS                                           |
| (145434) 2005 QV84        | 2005 QV84            | 30 серпня 2005    | Сокорро (Нью-Мексико)         | LINEAR                                           |
| (145435) 2005 QU87        | 2005 QU87            | 27 серпня 2005    | Обсерваторія Берґіш-Ґладбах   | Вольф Бікель                                     |
| (145436) 2005 QF90        | 2005 QF90            | 25 серпня 2005    | Паломарська обсерваторія      | NEAT                                             |
| (145437) 2005 QC94        | 2005 QC94            | 26 серпня 2005    | Обсерваторія Галеакала        | NEAT                                             |
| (145438) 2005 QM94        | 2005 QM94            | 27 серпня 2005    | Паломарська обсерваторія      | NEAT                                             |
| (145439) 2005 QQ101       | 2005 QQ101           | 27 серпня 2005    | Паломарська обсерваторія      | NEAT                                             |
| (145440) 2005 QU143       | 2005 QU143           | 26 серпня 2005    | Станція Кампо Імператоре      | CINEOS                                           |
| (145441) 2005 QY157       | 2005 QY157           | 26 серпня 2005    | Паломарська обсерваторія      | NEAT                                             |
| (145442) 2005 QB160       | 2005 QB160           | 28 серпня 2005    | Станція Андерсон-Меса         | LONEOS                                           |
| (145443) 2005 QR165       | 2005 QR165           | 31 серпня 2005    | Паломарська обсерваторія      | NEAT                                             |
| (145444) 2005 QD175       | 2005 QD175           | 31 серпня 2005    | Обсерваторія Кітт-Пік         | Spacewatch                                       |
| 145445 Le Floch           | 2005 RS              | 2 вересня 2005    | Обсерваторія Сен-Веран        | Обсерваторія Сен-Веран                           |
| (145446) 2005 RN10        | 2005 RN10            | 8 вересня 2005    | Сокорро (Нью-Мексико)         | LINEAR                                           |
| (145447) 2005 RE12        | 2005 RE12            | 1 вересня 2005    | Обсерваторія Кітт-Пік         | Spacewatch                                       |
| (145448) 2005 RJ26        | 2005 RJ26            | 6 вересня 2005    | Сокорро (Нью-Мексико)         | LINEAR                                           |
| (145449) 2005 RN27        | 2005 RN27            | 10 вересня 2005   | Станція Андерсон-Меса         | LONEOS                                           |
| (145450) 2005 RM31        | 2005 RM31            | 13 вересня 2005   | Обсерваторія Чрні Врх         | Обсерваторія Чрні Врх                            |
| (145451) 2005 RM43        | 2005 RM43            | 9 вересня 2005    | Обсерваторія Апачі-Пойнт      | Ендрю Бекер, Ендрю Пакетт, Джеремі Мартін Кубіца |
| (145452) 2005 RN43        | 2005 RN43            | 10 вересня 2005   | Обсерваторія Апачі-Пойнт      | Ендрю Бекер, Ендрю Пакетт, Джеремі Мартін Кубіца |
| (145453) 2005 RR43        | 2005 RR43            | 9 вересня 2005    | Обсерваторія Апачі-Пойнт      | Ендрю Бекер, Ендрю Пакетт, Джеремі Мартін Кубіца |
| (145454) 2005 SL3         | 2005 SL3             | 23 вересня 2005   | Обсерваторія Кітт-Пік         | Spacewatch                                       |
| (145455) 2005 SU3         | 2005 SU3             | 23 вересня 2005   | Обсерваторія Кітт-Пік         | Spacewatch                                       |
| (145456) 2005 SA5         | 2005 SA5             | 24 вересня 2005   | Астрономічна обсерваторія Юра | Мішель Орі                                       |
| (145457) 2005 SE5         | 2005 SE5             | 23 вересня 2005   | Станція Андерсон-Меса         | LONEOS                                           |
| (145458) 2005 SF22        | 2005 SF22            | 23 вересня 2005   | Обсерваторія Кітт-Пік         | Spacewatch                                       |
| (145459) 2005 SA25        | 2005 SA25            | 25 вересня 2005   | Каталінський огляд            | Каталінський огляд                               |
| (145460) 2005 SZ31        | 2005 SZ31            | 23 вересня 2005   | Обсерваторія Кітт-Пік         | Spacewatch                                       |
| (145461) 2005 SD69        | 2005 SD69            | 27 вересня 2005   | Обсерваторія Кітт-Пік         | Spacewatch                                       |
| (145462) 2005 ST69        | 2005 ST69            | 27 вересня 2005   | Сокорро (Нью-Мексико)         | LINEAR                                           |
| (145463) 2005 SU112       | 2005 SU112           | 26 вересня 2005   | Паломарська обсерваторія      | NEAT                                             |
| (145464) 2005 SW133       | 2005 SW133           | 27 вересня 2005   | Сокорро (Нью-Мексико)         | LINEAR                                           |
| (145465) 2005 SS134       | 2005 SS134           | 25 вересня 2005   | Обсерваторія Кітт-Пік         | Spacewatch                                       |
| (145466) 2005 SN165       | 2005 SN165           | 28 вересня 2005   | Паломарська обсерваторія      | NEAT                                             |
| (145467) 2005 ST167       | 2005 ST167           | 28 вересня 2005   | Паломарська обсерваторія      | NEAT                                             |
| (145468) 2005 SH173       | 2005 SH173           | 29 вересня 2005   | Обсерваторія Кітт-Пік         | Spacewatch                                       |
| (145469) 2005 SE222       | 2005 SE222           | 27 вересня 2005   | Паломарська обсерваторія      | NEAT                                             |
| (145470) 2005 SJ222       | 2005 SJ222           | 27 вересня 2005   | Паломарська обсерваторія      | NEAT                                             |
| (145471) 2005 ST234       | 2005 ST234           | 29 вересня 2005   | Обсерваторія Маунт-Леммон     | Обсерваторія Маунт-Леммон                        |
| (145472) 2005 SD256       | 2005 SD256           | 22 вересня 2005   | Паломарська обсерваторія      | NEAT                                             |
| (145473) 2005 SL262       | 2005 SL262           | 23 вересня 2005   | Паломарська обсерваторія      | NEAT                                             |
| (145474) 2005 SA278       | 2005 SA278           | 27 вересня 2005   | Обсерваторія Апачі-Пойнт      | Ендрю Бекер, Ендрю Пакетт, Джеремі Мартін Кубіца |
| 145475 Рехобот (Rehoboth) | 2005 TP52            | 12 жовтня 2005    | Обсерваторія Кальвін-Регобот  | Лоуренс Молнар                                   |
| (145476) 2005 TW65        | 2005 TW65            | 2 жовтня 2005     | Паломарська обсерваторія      | NEAT                                             |
| (145477) 2005 TM76        | 2005 TM76            | 5 жовтня 2005     | Каталінський огляд            | Каталінський огляд                               |
| (145478) 2005 TC86        | 2005 TC86            | 3 жовтня 2005     | Паломарська обсерваторія      | NEAT                                             |
| (145479) 2005 TE124       | 2005 TE124           | 7 жовтня 2005     | Обсерваторія Кітт-Пік         | Spacewatch                                       |
| (145480) 2005 TB190       | 2005 TB190           | 11 жовтня 2005    | Обсерваторія Апачі-Пойнт      | Ендрю Бекер, Ендрю Пакетт, Джеремі Мартін Кубіца |
| (145481) 2005 UA72        | 2005 UA72            | 23 жовтня 2005    | Каталінський огляд            | Каталінський огляд                               |
| (145482) 2005 UD130       | 2005 UD130           | 24 жовтня 2005    | Паломарська обсерваторія      | NEAT                                             |
| (145483) 2005 UM142       | 2005 UM142           | 25 жовтня 2005    | Каталінський огляд            | Каталінський огляд                               |
| (145484) 2005 UV273       | 2005 UV273           | 23 жовтня 2005    | Паломарська обсерваторія      | NEAT                                             |
| (145485) 2005 UN398       | 2005 UN398           | 31 жовтня 2005    | Станція Андерсон-Меса         | LONEOS                                           |
| (145486) 2005 UJ438       | 2005 UJ438           | 28 жовтня 2005    | Обсерваторія Кітт-Пік         | Spacewatch                                       |
| (145487) 2005 UG455       | 2005 UG455           | 29 жовтня 2005    | Каталінський огляд            | Каталінський огляд                               |
| (145488) 2005 VP3         | 2005 VP3             | 4 листопада 2005  | Обсерваторія Піскештето       | К. Сарнецкі                                      |
| (145489) 2005 VG33        | 2005 VG33            | 4 листопада 2005  | Каталінський огляд            | Каталінський огляд                               |
| (145490) 2005 VB102       | 2005 VB102           | 1 листопада 2005  | Станція Андерсон-Меса         | LONEOS                                           |
| (145491) 2005 VX108       | 2005 VX108           | 6 листопада 2005  | Обсерваторія Маунт-Леммон     | Обсерваторія Маунт-Леммон                        |
| (145492) 2005 WD6         | 2005 WD6             | 21 листопада 2005 | Станція Андерсон-Меса         | LONEOS                                           |
| (145493) 2005 WA7         | 2005 WA7             | 21 листопада 2005 | Каталінський огляд            | Каталінський огляд                               |
| (145494) 2005 WO35        | 2005 WO35            | 22 листопада 2005 | Обсерваторія Кітт-Пік         | Spacewatch                                       |
| (145495) 2005 WK37        | 2005 WK37            | 22 листопада 2005 | Обсерваторія Кітт-Пік         | Spacewatch                                       |
| (145496) 2005 WQ113       | 2005 WQ113           | 27 листопада 2005 | Сокорро (Нью-Мексико)         | LINEAR                                           |
| (145497) 2005 XZ67        | 2005 XZ67            | 5 грудня 2005     | Обсерваторія Кітт-Пік         | Spacewatch                                       |
| (145498) 2005 YQ190       | 2005 YQ190           | 30 грудня 2005    | Обсерваторія Кітт-Пік         | Spacewatch                                       |
| (145499) 2006 BV33        | 2006 BV33            | 21 січня 2006     | Обсерваторія Кітт-Пік         | Spacewatch                                       |
| (145500) 2006 BL59        | 2006 BL59            | 24 січня 2006     | Сокорро (Нью-Мексико)         | LINEAR                                           |